# Enchodus
Enchodus è un genere di pesci ossei estinto, appartenente agli alepisauriformi. Visse tra la fine del Cretaceo inferiore e il Cretaceo superiore (Albiano - Maastrichtiano, circa 110 - 65 milioni di anni fa) e forse anche nel Paleocene/Eocene (circa 65-53 milioni di anni fa); i suoi resti fossili sono stati ritrovati in tutto il mondo, a eccezione dell'Antartide e dell'Oceania.

## Descrizione
Questo pesce era di dimensioni variabili: a seconda delle specie, la lunghezza era compresa tra i 15 centimetri e il metro e mezzo. In genere, le specie di Enchodus erano dotate di un capo grande armato di lunghe zanne acuminate, grandi occhi, un corpo leggero e idrodinamico. Le zanne palatine erano la caratteristica più evidente di Enchodus: grandi denti acuminati posti spesso vicino al margine anteriore della mascella superiore. Le zanne erano fortemente attaccate alle ossa palatine, elementi molto robusti delle mascelle superiori. Le scaglie erano limitate a un'unica fila lungo i fianchi; le pinne ventrali erano poste proprio sotto la pinna dorsale stabilizzatrice. Alcune specie presentavano scudi dorsali di fronte alla pinna dorsale. Le lunghe zanne caratteristiche di Enchodus erano di dimensioni enormi in relazione al corpo dell'animale: gli esemplari più grandi, come E. petrosus del Nordamerica ed E. lybicus del Nordafrica, avevano zanne lunghe sei centimetri, e il corpo era lungo circa un metro e mezzo. Questa caratteristica ha portato al nomignolo poco corretto di "aringa dai denti a sciabola"; Enchodus, in ogni caso, non era strettamente imparentato con le aringhe. A causa delle lunghe zanne, l'aspetto di questo animale ricordava quello di alcuni pesci abissali, come il pesce vipera o la rana pescatrice.

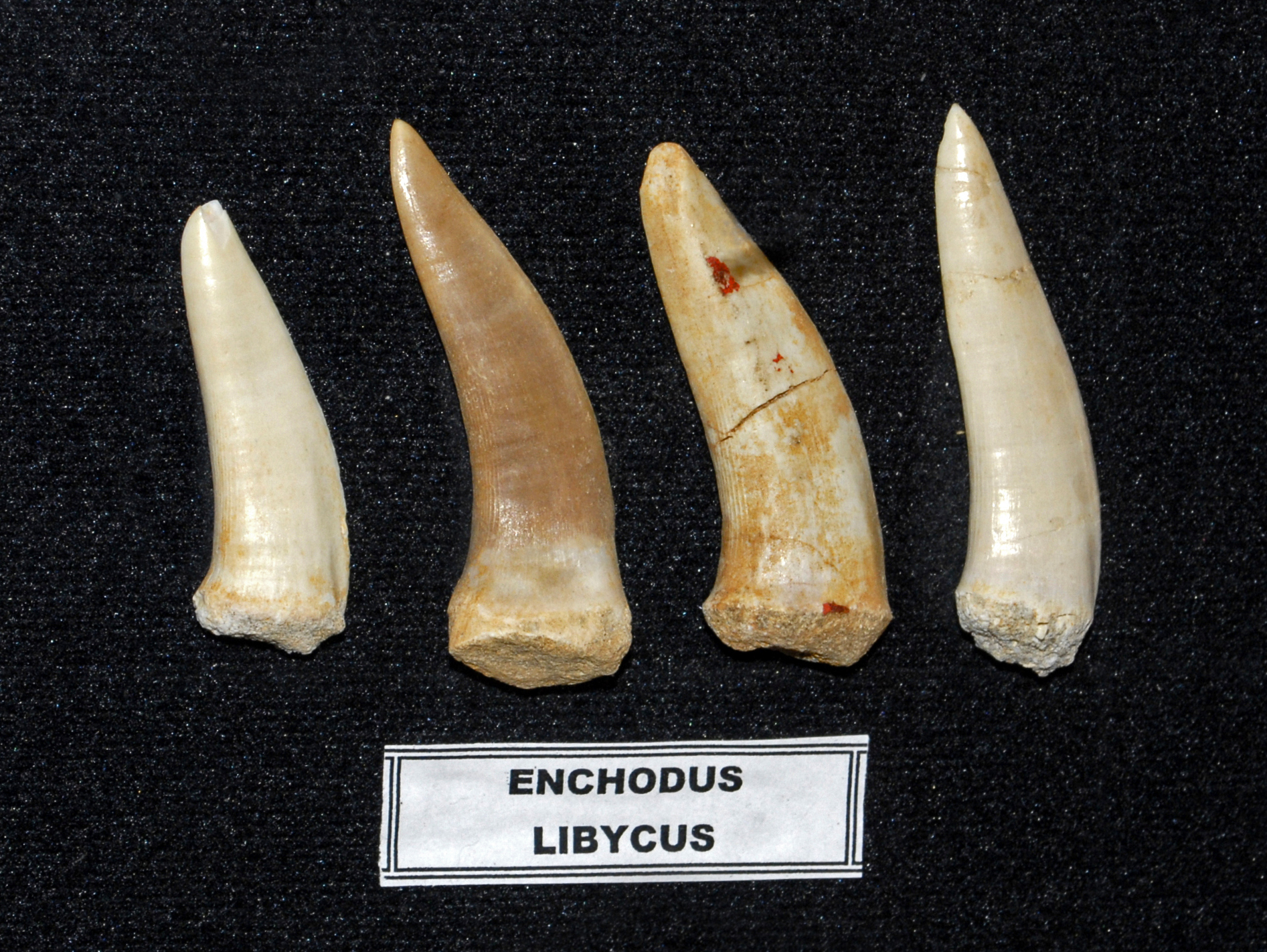
Denti fossili attribuiti a Enchodus lybicus

Secondo una delle più recenti revisioni del genere (Kaddumi, 2009), Enchodus presentava le seguenti caratteristiche diagnostiche: testa grande e alta nella parte posteriore, che occupava il 25%/35% della lunghezza del corpo; ossa del cranio robuste; mascelle superiori e inferiori dotate di due file di denti, quella interna con grandi denti e quella esterna con denti piccoli e ravvicinati; premascella allungata, di grandi dimensioni e dotata di denti; ectopterigoide dotato di uno o più grandi zanne palatine; l'osso dentale era grande, con una sinfisi stretta e un'estremità posteriore profonda; la lunghezza della mandibola era almeno quattro volte la parte più profonda della mandibola; il margine ventrale dell'osso dentale era moderatamente arcuato; la mandibola era dotata di una coppia di denti aguzzi molto grandi, con una grossa base robusta, posta nel margine anteriore della fila interna; il preopercolo era espanso ventralmente; l'osso quadrato era grande e triangolare; le pinne pettorali erano in posizione bassa; le vertebre erano 33-55 e dotate di una strozzatura; gli archi neurali si estendevano lungo l'intera regione dorsale dei centri vertebrali.

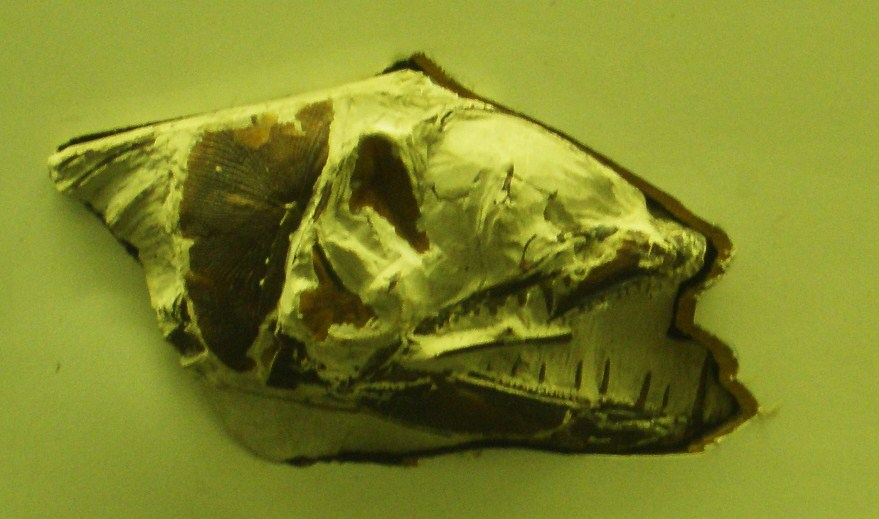
Cranio di Enchodus lewesiensis

## Classificazione
Il genere Enchodus venne descritto per la prima volta nel 1835 da Louis Agassiz, nel famoso trattato Recherches sur les poissons fossiles; la specie tipo è Enchodus lewesiensis (inizialmente descritta da Gideon Algernon Mantell nel 1822 come Esox lewesiensis) proveniente dai terreni del Cretaceo superiore dell'Inghilterra. Al genere Enchodus sono state ascritte numerose specie, che ricoprono un notevole range temporale e geografico, ma che sono spesso conosciute in modo frammentario (soprattutto grazie a denti isolati o vertebre). Tra le specie più note vi sono la grande E. petrosus del Nordamerica, proveniente dalla formazione Niobrara e i cui resti si trovano negli Stati Uniti centrali; E. marchesettii del Cenomaniano del Libano, di piccole dimensioni (solitamente lunga una ventina di centimetri) ma nota per resti eccezionalmente completi; E. harranaensis del Maastrichtiano della Giordania, di grandi dimensioni e dal muso particolarmente appuntito; altre specie piuttosto note sono E. faujasi dei Paesi Bassi (nota anche per le vertebre caratteristiche), E. gracilis della Germania, E. venator del Marocco, E. brevis ed E. zinensis della Palestina, E. tineidae dell'Egitto, E. dirus degli Stati Uniti, E. elegans del Medio Oriente, E. oliveirai del Brasile, ed E. zipapanensis, dell'Albiano/Cenomaniano del Messico, una delle specie più antiche. È possibile che Enchodus sia sopravvissuto all'estinzione K/T: alcuni resti frammentari attribuiti a Enchodus sono stati ritrovati in terreni del Paleocene e dell'Eocene (India, Arabia Saudita, Bolivia, New Jersey, Spagna).

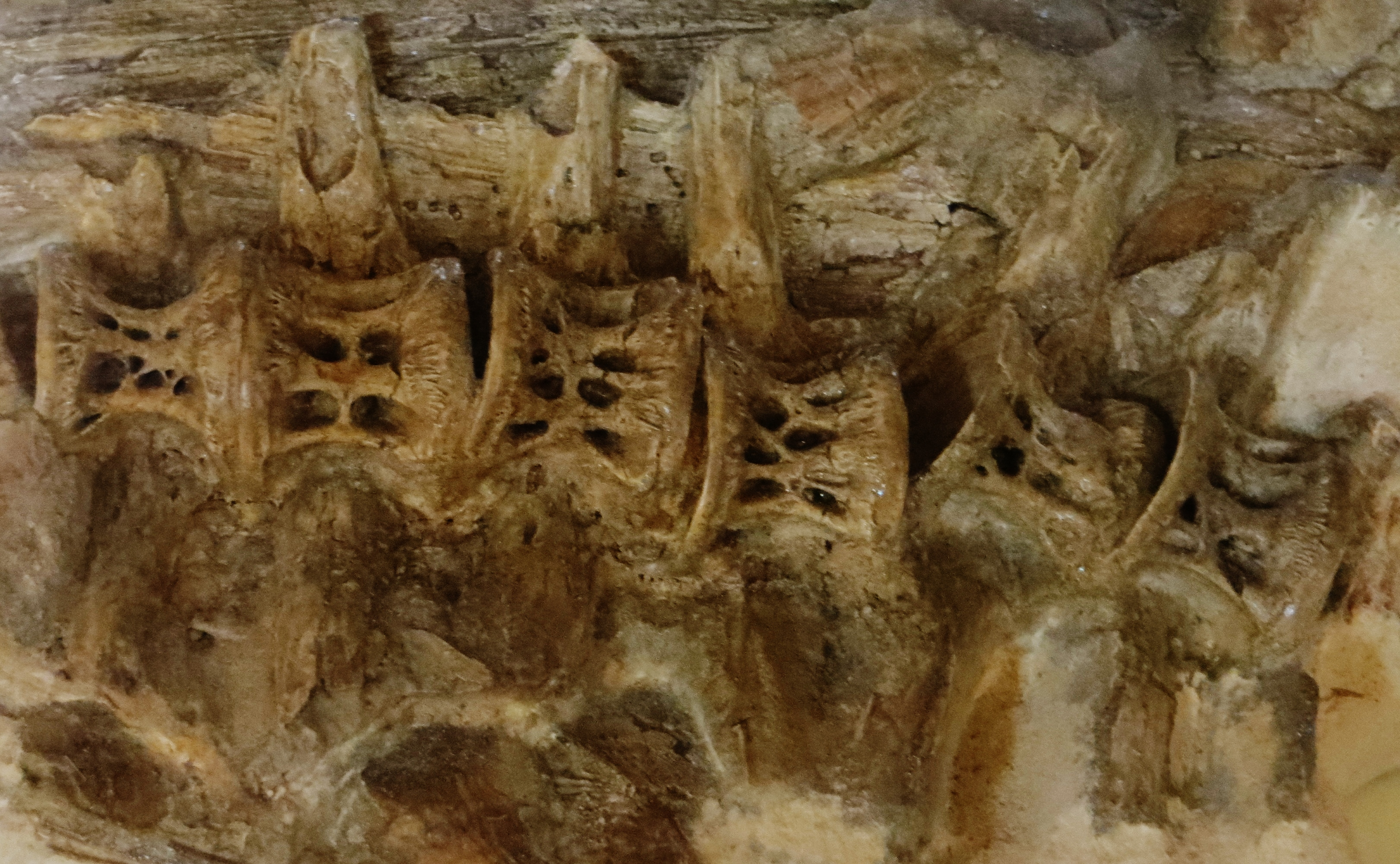
Vertebre di Enchodus faujasi

Enchodus è un tipico rappresentante degli encodontidi, un gruppo di pesci predatori dalla forma solitamente slanciata e dai denti appuntiti, diffusi soprattutto nel Cretaceo e appartenenti agli alepisauriformi (o aulopiformi). Affine a Enchodus era Eurypholis, solitamente di dimensioni minori e di aspetto più slanciato. Analisi filogenetiche indicano che, all'interno del genere Enchodus, la specie più basale potrebbe essere stata E. marchesettii, che si sviluppò nell'oceano Tetide nell'area attualmente occupata dal Medio Oriente; il clade comprendente il gruppo costituito dalle specie E. venator ed E. shumardi, e il gruppo comprendente le specie (via via più derivate) E. gracilis, E. petrosus, E. gladiolus ed E. dirus) sembrerebbe essersi originato in Nordamerica. Gli antenati di E. venator ed E. gracilis potrebbero essere migrati dal margine occidentale della Tetide (Fielitz, 2004).

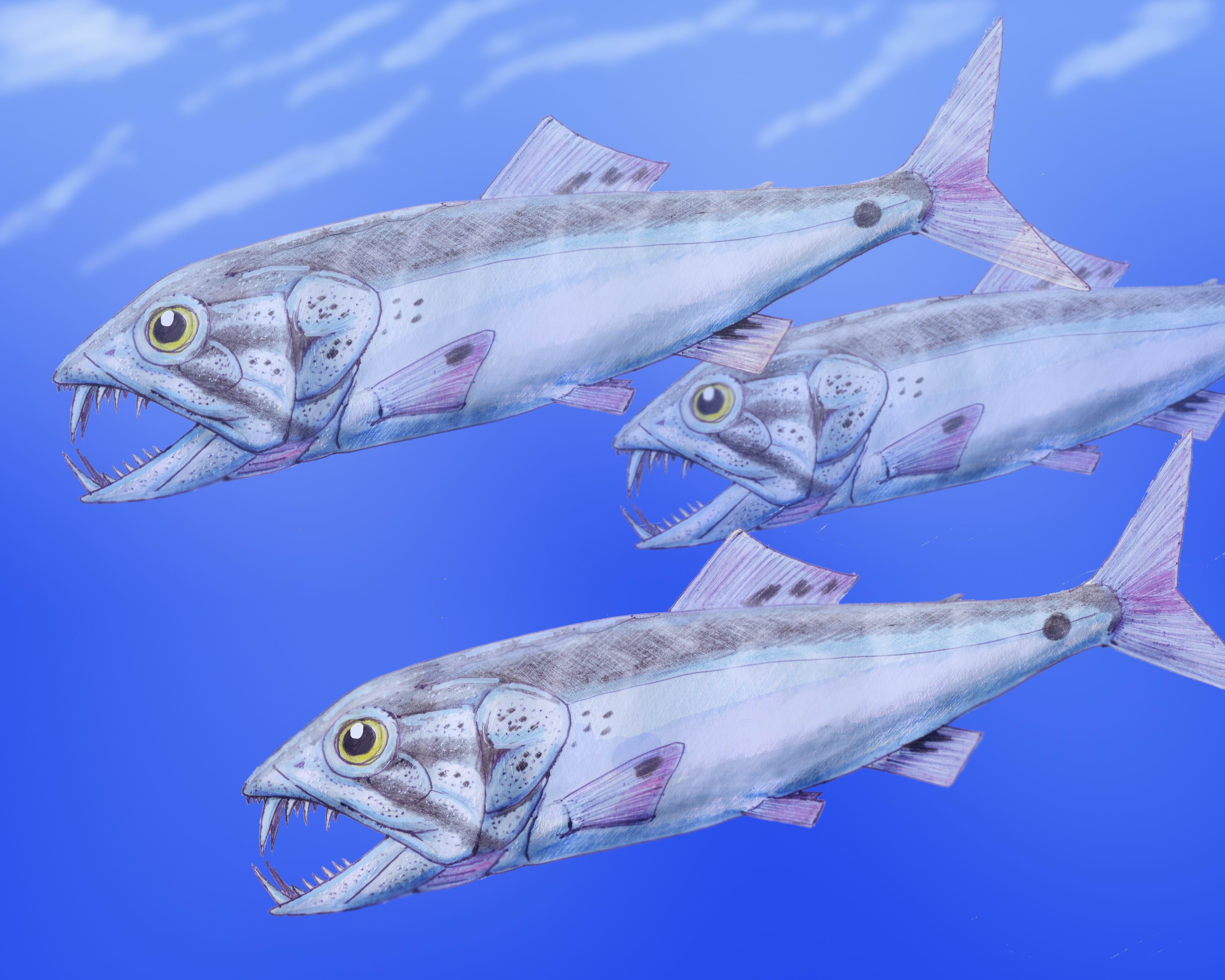
Ricostruzione di Enchodus petrosus basata sullo studio di Goody (1976)

## Paleobiologia
Enchodus era uno dei pesci più diffusi nel corso del Cretaceo, e i suoi resti fossili sono stati ritrovati in numerosissimi giacimenti fossiliferi in quasi tutti i continenti; spesso i resti di Enchodus sono i più abbondanti tra quelli dei pesci del giacimento, ma sono quasi sempre frammentari. Enchodus era sicuramente un predatore marino formidabile, dal corpo forte e idrodinamico e dall'eccezionale dentatura. È probabile che Enchodus predasse principalmente piccoli pesci planctivori. Molti fossili di Enchodus sono stati ritrovati nel Mare Interno Occidentale e lungo le coste della Tetide. Spesso i fossili di Enchodus  provenienti dalla formazione Niobrara del Nordamerica sono stati ritrovati all'interno di fossili di predatori più grandi, come gli elasmosauri, Cimolichthys e Squalicorax.

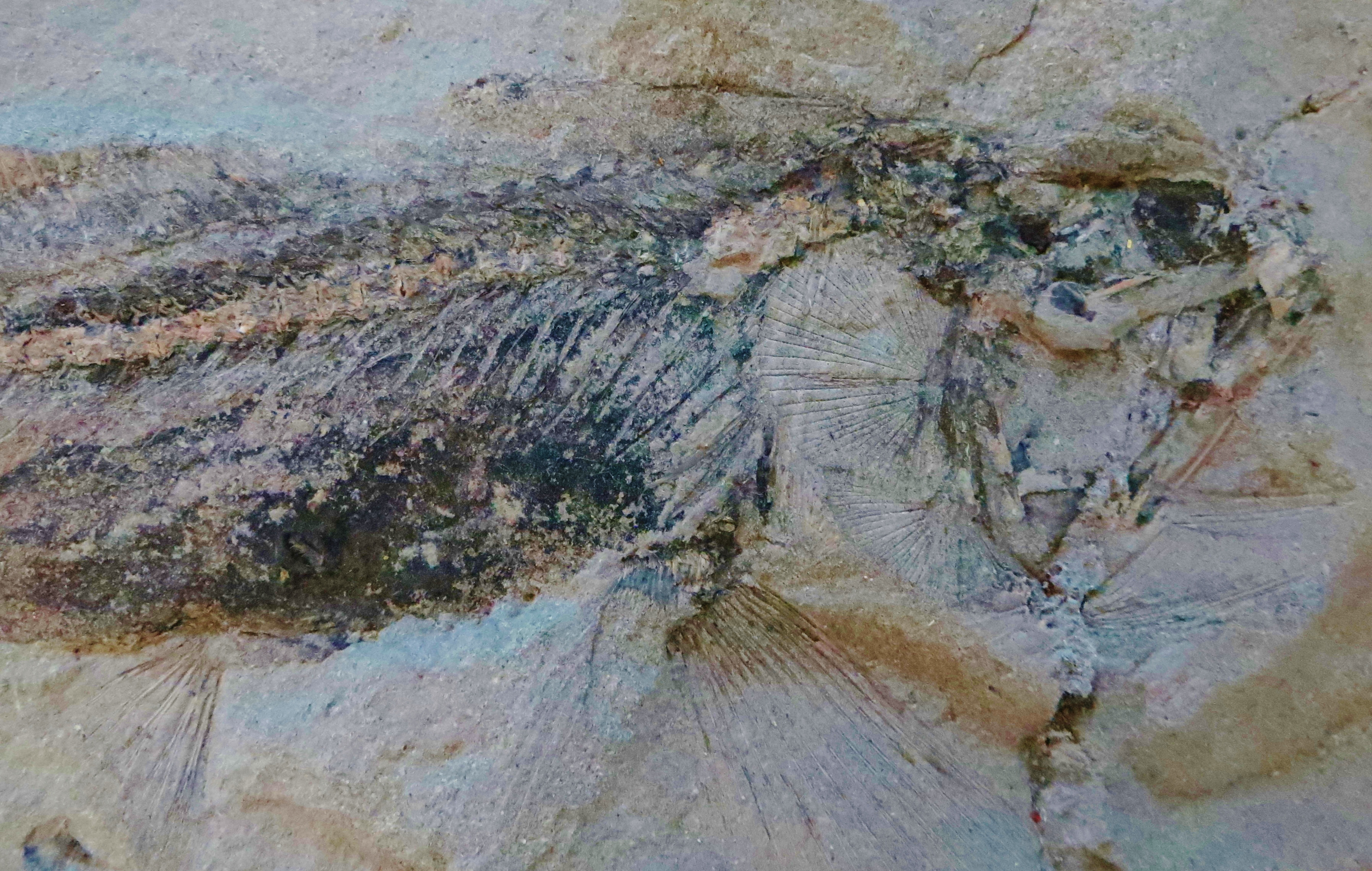
Metà anteriore di un fossile di Enchodus gracilis proveniente dal giacimento di Sendenhorst